# Oleksandriwka (Bohoduchiw, Walky)
Oleksandriwka (ukrainisch Олександрівка; russisch Александровка Alexandrowka) ist ein Dorf im Westen der ukrainischen Oblast Charkiw mit etwa 680 Einwohnern (2001).

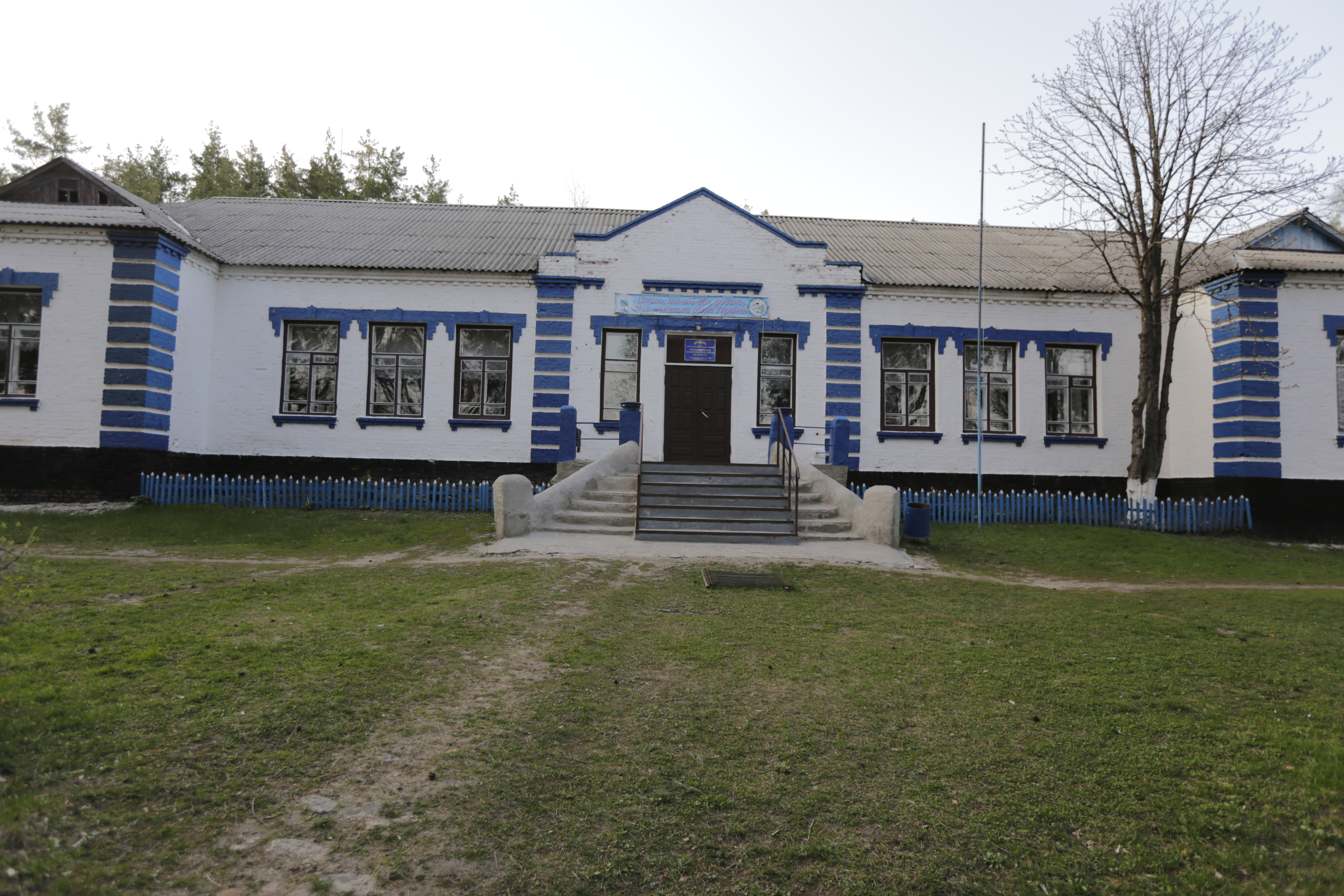
Schule in Oleksandriwka

Das Dorf wurde 1861 unter dem Namen Basylewskyj (Базилевський) gegründet und erhielt 1910 seinen heutigen Namen.
Die Ortschaft liegt auf einer Höhe von 175 m am Ufer der Tschutiwka (Чутівка), einem 14 km langen, linken Nebenfluss der Kolomak, 21 km südöstlich vom ehemaligen Rajonzentrum Walky und 75 km südöstlich vom Oblastzentrum Charkiw.
Neun Kilometer nördlich vom Dorf verläuft die Fernstraße M 03.
Am 12. Juni 2020 wurde das Dorf ein Teil der neugegründeten Stadtgemeinde Walky, bis dahin bildete es zusammen mit den Dörfern Korsunowe (Корсунове), Ridkodub (Рідкодуб) und Sosniwka (Соснівка) die gleichnamige Landratsgemeinde Oleksandriwka (Олександрівська сільська рада/Oleksandriwska silska rada) im Süden des Rajons Walky.
Am 17. Juli 2020 kam es im Zuge einer großen Rajonsreform zum Anschluss des Rajonsgebietes an den Rajon Bohoduchiw.